# Alice Plato
Alice Plato (Laken, 15 september 1889 - Brussel, 5 augustus 1961) was een Belgische sopraan van Nederlandse komaf.
Ze was dochter van Amsterdammer Hendrik Plato (commies bij de post) en Maastrichtse Elisabeth Mathilda Helena Roqué. Het gezin woonde enige tijd in een woonboot aan de Amsterdamse Amsteldijk/Stadhouderskade. Ze was tussen 1914 en 1917 getrouwd met advocaat Jacob Baart de la Faille IV (Alice de la Faille-Plato). Hij zou in 1928 een catalogue raisonné van het werk van Vincent van Gogh uitgeven.
Haar loopbaan begon in Nederland. Al op zeventienjarige leeftijd stond ze op de planken bij het gezelschap van Henri Brondgeest en Eduard Verkade. Ze was ook aangesloten bij onder andere het toneelgezelschap van Van Lier en het Residentie-Toneelgezelschap. Daartoe had ze gestudeerd aan het Koninklijk Conservatorium Brussel (toneelspel) en had deel uitgemaakt van Theatre de l’Alcazar en Theatre Alhambra.
Op aanraden van Daniël de Lange nam ze zanglessen bij Etelka Gerster in Berlijn, hetgeen haar in verbinding bracht met het gezelschap van de Nationale Opera (1919) als ook de Franse Opera in Den Haag. In 1920 werd ze zangeres bij de Koninklijke Vlaamse Opera in Antwerpen. Na talloze opera’s in het Nederlands te hebben gezongen, nam zij in 1927 afscheid om weer naar Nederland te trekken. Vlak voor het vertrek werd ze benoemd tot ridder in de Kroonorde. Befaamd is haar optreden in Carmen van Georges Bizet onder leiding van Simon Vestdijk (de vader van Simon Vestdijk) in 1928 in Leeuwarden. Men sprak er in 1974 nog van.
Ze ging onder meer zingen bij het gezelschap van Co-Opera-Tie (1929), maar vertrok weer naar Antwerpen om er tot 1936 te zingen. Daarna was ze af en toe nog in rollen te zien.
Alice Plato gaf als zangeres op 27 oktober 1915 de première van Berceuse (Le seigneur a dit à son enfant) van Alphons Diepenbrock. Ze werd in het Concertgebouw begeleid door Evert Cornelis. Zij componeerde tussen 1915 en 1917 verschillende liederen voor het bijvoegsel van de Nieuwe Amsterdammer.
In Nederland is ze ook een enigszins bekend tekenaar en schilder, waarbij ze een leerlinge was van Alfred Bastien en Emil Pottner in Berlijn. Ze woonde in Sloten/Sloterdijk ook enige tijd samen met kunstenares Rachel van Dantzig, die er een woning/atelier had laten bouwen.